# ونکوور کناکز
ونکوور کناکز (در انگلیسی: Vancouver Canucks) نام یک تیم حرفه‌ای هاکی روی یخ از شهر ونکوور در استان بریتیش کلمبیا کانادا است. ورزشگاه رسمی این تیم، ورزشگاه راجرز ارینا نام دارد و اعضاء آن در لیگ ملی هاکی (NHL)، یعنی لیگ بزرگ و سراسری هاکی روی یخ آمریکای شمالی شرکت می‌کنند.